# Cañete la Real
Pour les articles homonymes, voir Cañete.
Cañete la Real est une municipalité de la province de Malaga dans la communauté autonome d'Andalousie en Espagne.

## Géographie

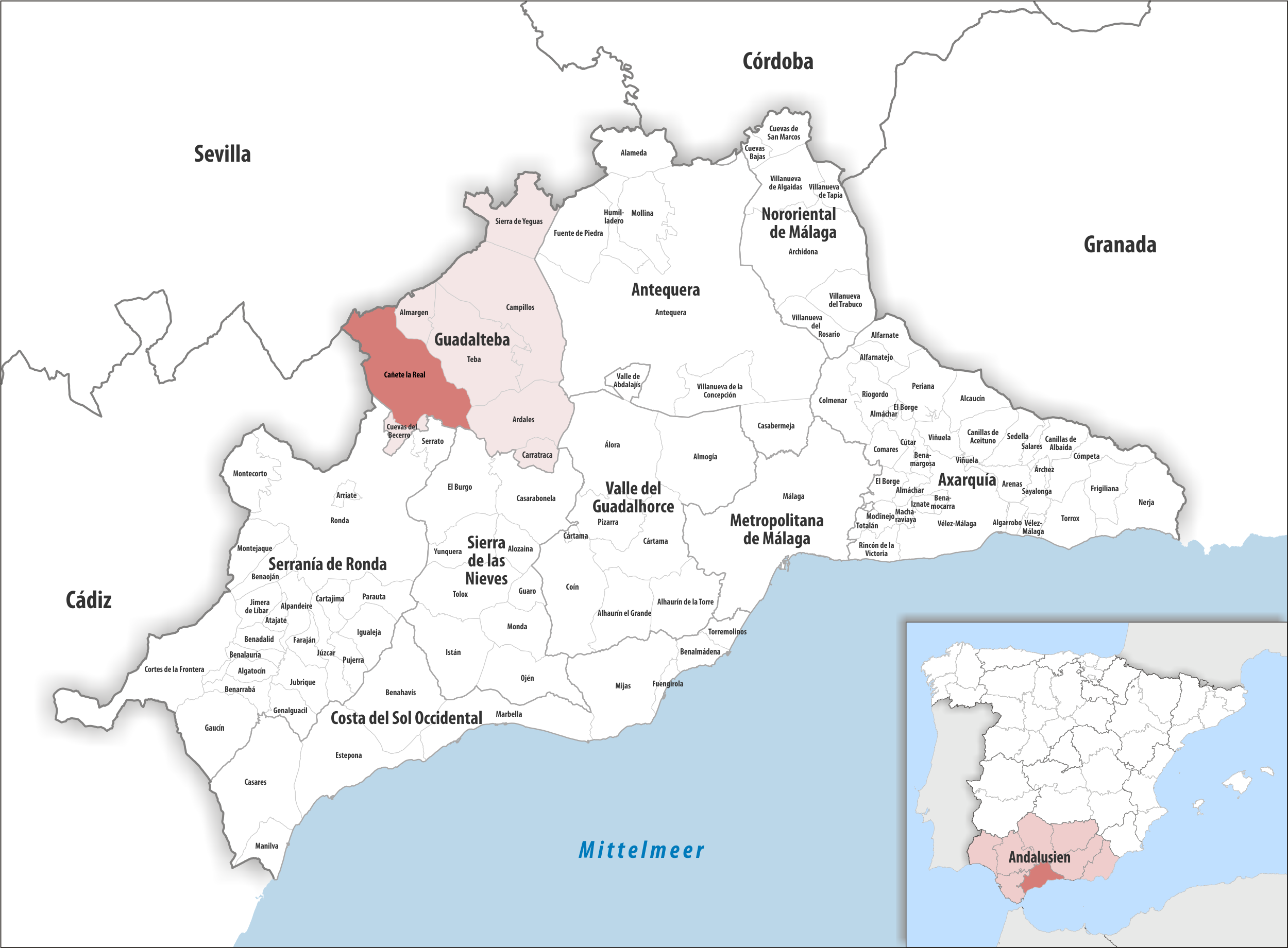
Cañete la Real dans la province de Malaga / en Andalousie

### Localisation
La municipalité de Cañete la Real fait partie de la comarque de Guadalteba, dans le nord-ouest de la province de Malaga. Elle est contigüe à la province de Séville au nord et à la province de Cadix à l'ouest.
Malaga est à 80 km sud-est ;
Séville à 125 km ouest-nord-ouest ;
Gibraltar à 145 km sud-sud-ouest.

### Communes voisines
Parmi les municipalités voisines faisant partie de la province de Malaga ;
Almargen est dans la comarque Antequera ;
Teba, Ardales et Serrato sont dans la comarque de Guadalteba, et
El Burgo est dans la comarque de Sierra de las Nieves (mais est parfois rajoutée aux municipalités de la comarque de Serranía de Ronda).

### Hydrographie
Le Corbonés (es), un affluent du Guadalquivir, prend source sur la municipalité et coule vers le nord en traversant la partie ouest de la municipalité.

L'arroyo las Palomeras, qui vient de Serrato, devient le Guadalteba en entrant sur le territoire de la municipalité au sud ; cet affluent du Guadalhorce coule vers le nord-est et quitte la municipalité pour la municipalité de Teba, sur laquelle il contribue à alimenter l'un des trois grands réservoirs de Guadalhorce-Guadalteba (es).

## Histoire
sous le règne de l'empereur Vespasien, il existe un oppidum du nom de Sabora en zone montagneuse. Le 29 juillet 77, ses habitants obtiennent l'autorisation d'édifier une nouvelle cité en plaine ; le nouveau lieu conserve le nom de Sabora et le statut de municipalité.
Cañete la Real faisait partie de la province de Séville ; elle passe dans la province de Malaga en 1833.

## Culture
Son architecture est nettement sévillanaise plutôt que malaguène, notamment pour l'église San Sebastián où sont intervenus des maîtres de l'école sévillanaise. La date de construction de cette église est inconnue mais en 1526 il existait déjà une église du même nom.

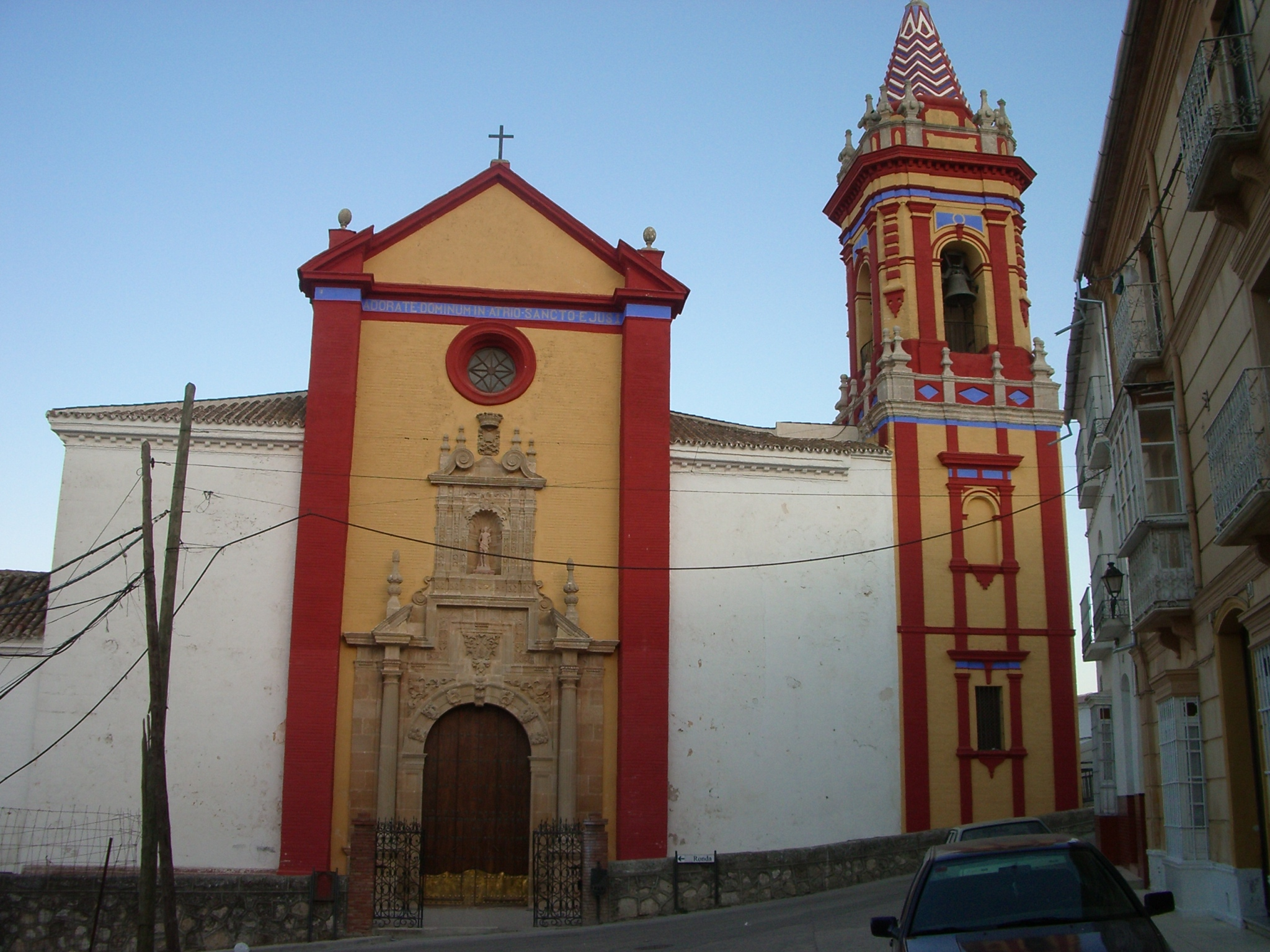
Église San Sebastián
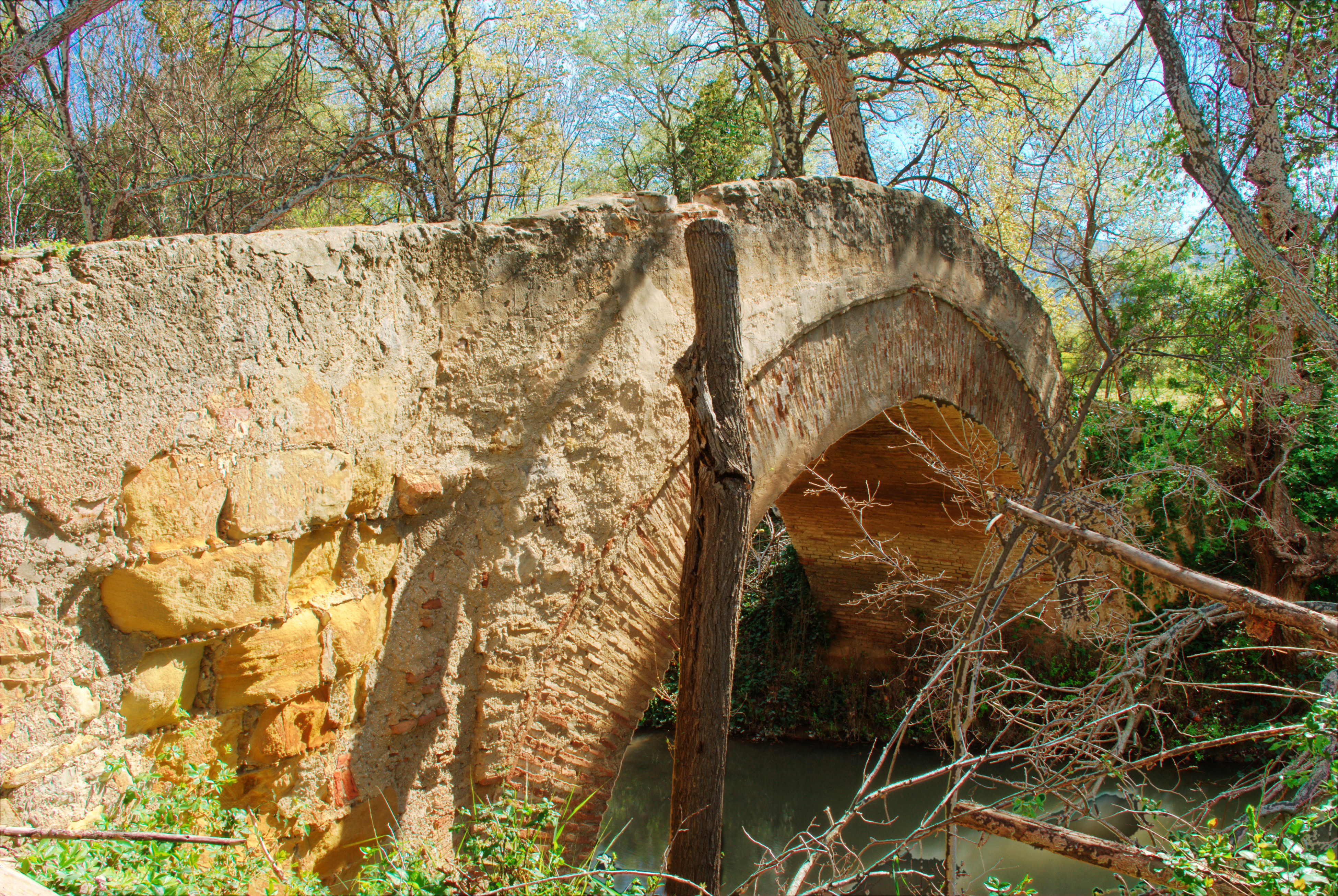
Pont nasride de Ortegícar
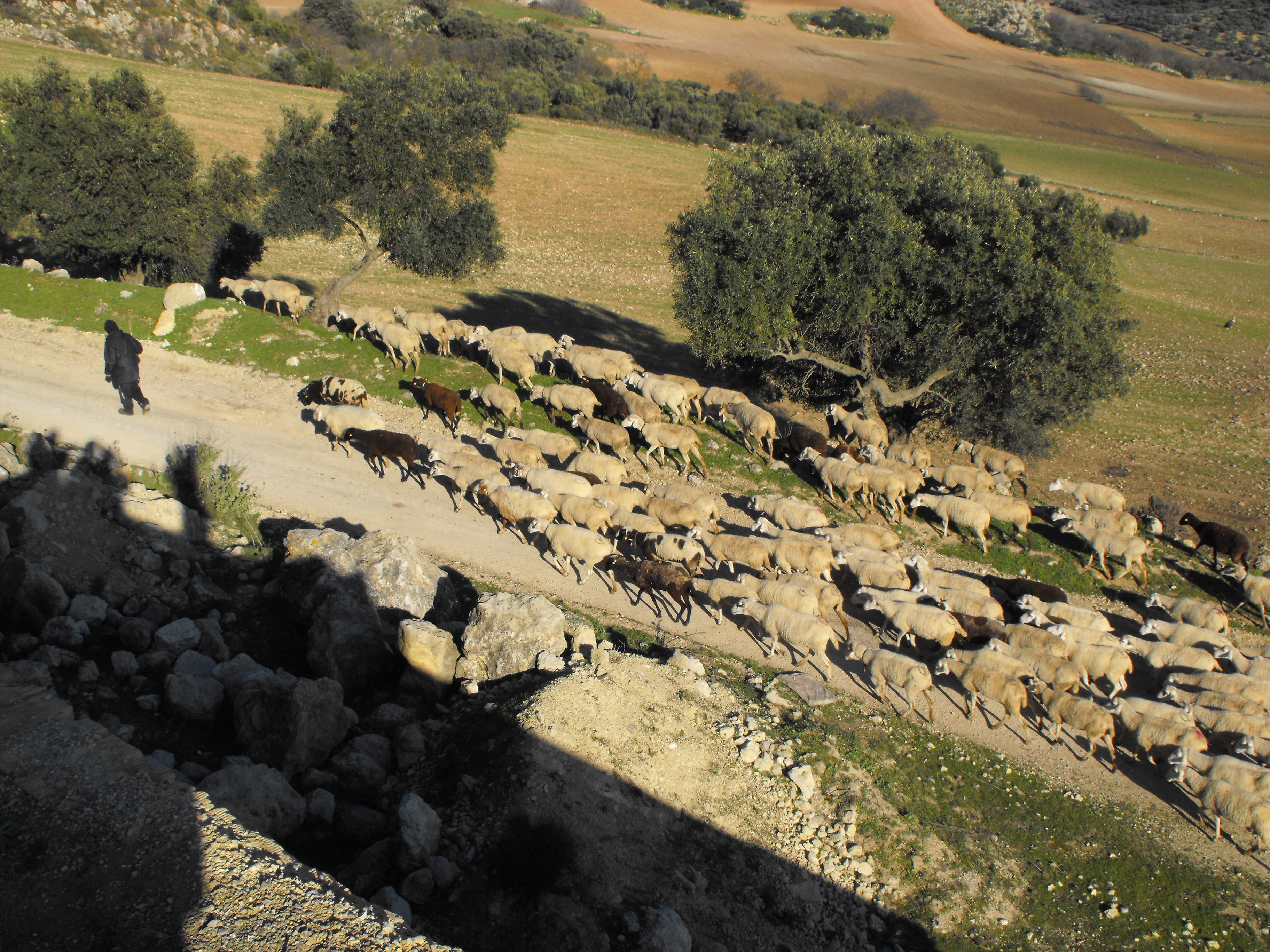
Un troupeau en route